# Myrka Dellanos
Myrka Bárbara Dellanos (La Habana, Cuba, 27 de mayo de 1965), es una presentadora de televisión y radio estadounidense, periodista y autora.

## Vida y carrera
Nacida en La Habana, Cuba el 27 de mayo de 1965, Dellanos se graduó de la Universidad de Miami con una licenciatura en Periodismo en 1986. Myrka tuvo su primera oportunidad en 1992 cuando copresentó el popular programa de noticias de Univision Primer Impacto . Dellanos continuaría sirviendo como copresentadora en el programa hasta el 2004 cuando fue elegida como la "Estrella del Año" por los lectores de la revista People en Español. Dellanos también se desempeñó como anfitriona de las celebraciones del Mes de la Herencia Hispana en la Casa Blanca en Washington D. C., y fue nombrada por el presidente de los Estados Unidos, George W. Bush, como miembro del Freedom Corps, un grupo formado por 25 personas que trabajan juntos para promover las donaciones caritativas. Más tarde, Dellanos se dedicó al servicio social y otras causas humanitarias, como brindar ayuda a niños huérfanos y víctimas de abuso doméstico.
En el 2013 fue nombrada portavoz de "I Am Second", un movimiento destinado a brindar inspiración espiritual y esperanza a las personas que enfrentan diversos problemas de la vida, como el aborto, el divorcio y el abuso infantil. Myrka ha ganado el Premio al Liderazgo Hispano del Hispanic Heritage Council: fue nombrada en el 2003 como "Persona del Año" por la Organización de Periodistas Iberoamericanos; Myrka fue nombrada en el 2001 Hispana del Año por la Direct Marketing Association of America: también fue elegida como Embajadora de Buena Voluntad del Comité Internacional de Rescate, que forma parte de las Naciones Unidas y ayuda a rescatar refugiados; Dellanos, luego de una ausencia de 8 años del periodismo televisivo, regresó en el 2013 a la televisión como presentador y colaborador de la cadena hispana Estrella TV con sede en Estados Unidos y su revista de noticias En la Mira con Enrique Gratas. Dellanos es autora de varios libros, entre ellos Succeed and Be Happy: Things I Learned Thanks to God, My Mom, and Life. Marzo de 2022 comenzó a copresentar "La Mesa Caliente" en Telemundo, un programa de mesa redonda similar a "La Vista".
En el 2023 fue juez invitada de la 71° edición de Miss Universo, realizada en el New Orleans Morial Convention Center en Nueva Orleans, Luisiana, Estados Unidos.

## Vida personal
En 1991, Dellanos se casó con el Dr. Alejandro Loynáz: el 30 de diciembre de 1993 dio a luz a la única hija de la pareja, Alexa. Cuando su hija tenía cuatro años, Dellanos y Loynáz se divorciaron en 1998.  Se casó con David Matthews en el 2000, pero se divorciaron en el 2002; Dellanos comenzó en el 2003 una relación muy publicitada con el cantante mexicano Luis Miguel, con quien Myrka estuvo comprometida anteriormente antes de terminar su relación en junio del 2005.
Dellanos se casó el 8 de abril del 2008 con un representante farmacéutico de origen cubano, Ulyses Daniel Alonso, en una ceremonia privada en Coral Gables, Florida: esta pareja apareció más tarde en la portada del 2 de julio del 2008 de la revista People en Español. El 25 de agosto del 2008, Alonso fue arrestado y acusado de agresión doméstica. Al día siguiente se publicó un informe policial que detallaba los hechos que condujeron a su detención. El 29 de agosto del 2008, la CGPD (Departamento de Policía de Coral Gables) difundió el audio de la llamada al 9-1-1 realizada por Dellanos. El 18 de marzo del 2009, Dellanos y Alonso solicitaron el divorcio alegando diferencias irreconciliables.